# De Welvaart (Groessen)
De Welvaart is een windmolen waarvan alleen de romp nog resteert en staat aan de Achergaardsestraat in het dorp Groessen. Oorspronkelijk bestond de molen uit een ronde stenen stellingmolen met bovenkruier. De molen is gebouwd in 1852 en was uitgerust met het Ten Have-systeem op de binnenroede.

## Naamgeving
Het is niet bekend wanneer men de molen ‘De Welvaart’ is gaan noemen. In officiële stukken voor 1963 is de naam nergens aangetroffen. Toch was de molen al eerder als zodanig bekend. Bij de afronding van de restauratie in 1943 wilde molenmaker Adriaanse de naam aanbrengen op de molenbaard. Eigenaar Jan Staring stemde hier niet mee in omdat hij de molen zonder naam gekocht had en het de tijd er niet naar was de molen ‘De Welvaart’ te noemen. In 1963 bij een inventarisatie door de Gelderse Molencommissie werd de molen als ‘De Welvaart’ vermeld.

## Geschiedenis
Het molenaarshuis brandde in 1871 af, maar de molen bleef hierbij gespaard. Sinds 1976 stond de molen met kale roeden. Plannen voor een restauratie kwamen niet tot uitvoering. In 1984 werd de molen onttakeld en werd er een graansilo in geplaatst voor de naastgelegen maalderij. Op 8 april 1995 ontstond er een brand die de molen verder verwoestte. De romp van de molen is na de brand iets verhoogd en voorzien van een aluminium opbouw.

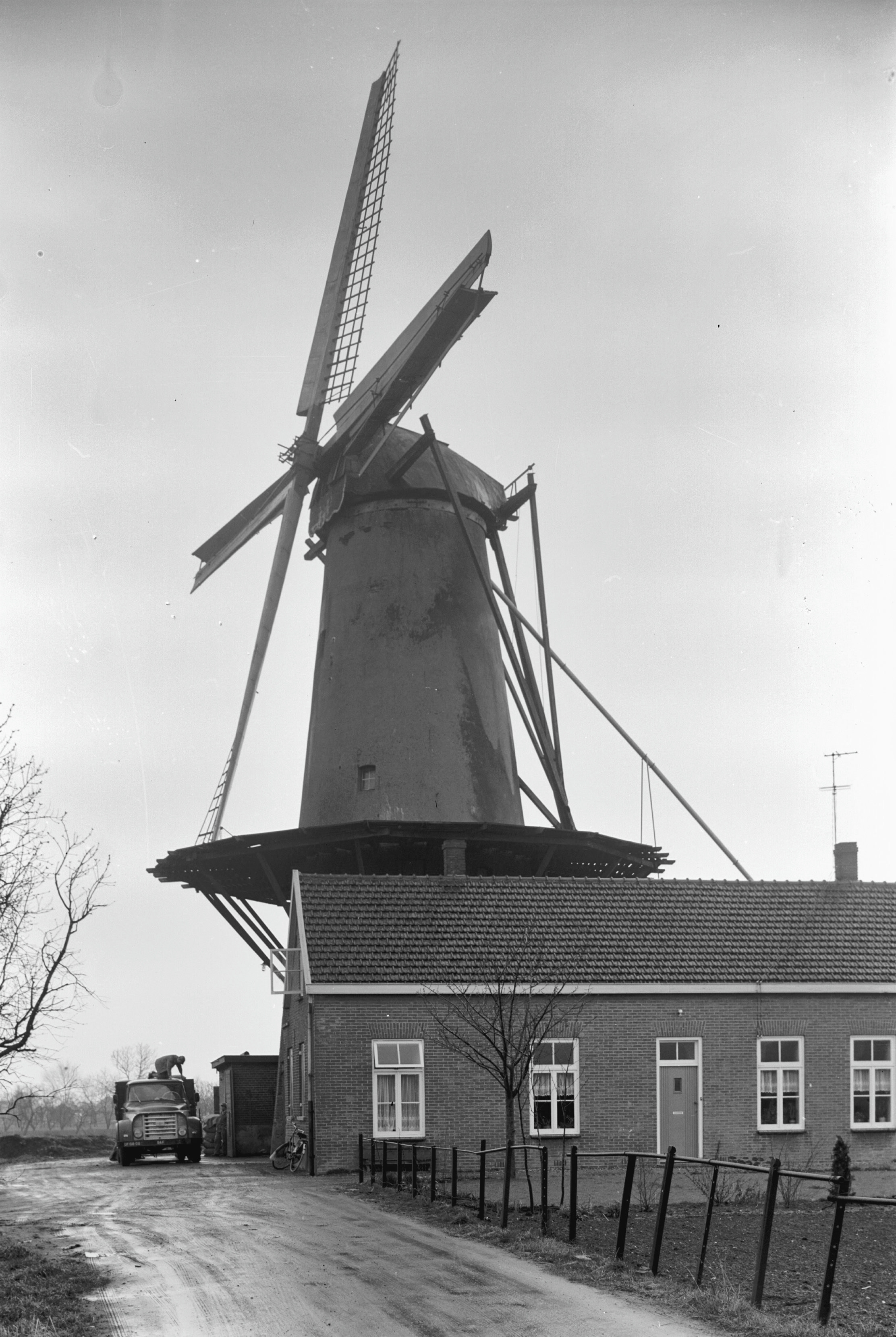
De Welvaart in maart 1964
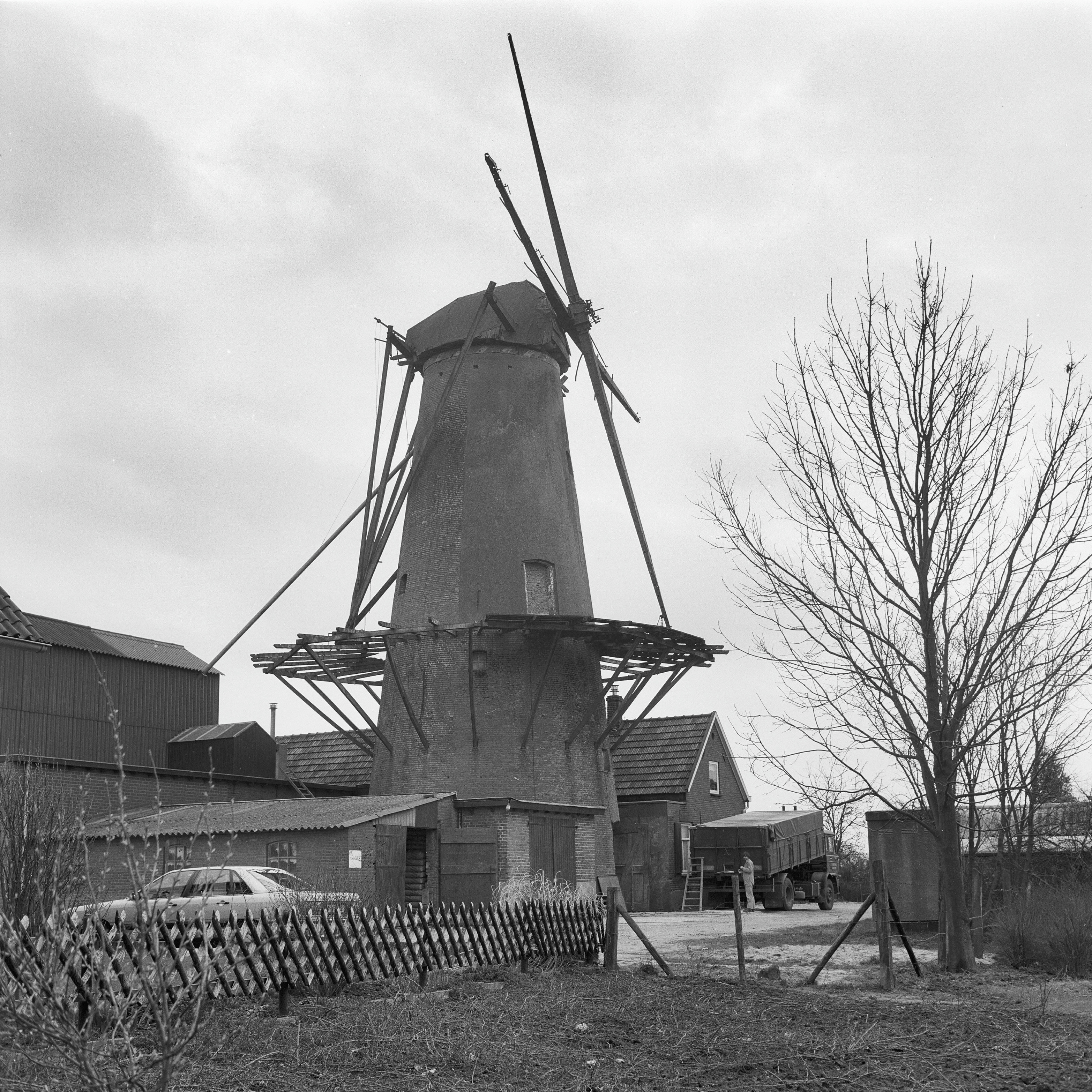
De Welvaart rond 1984

## Eigenaren
In 1852 werd aan B. Berendsen uit Zevenaar een vergunning gegeven voor de bouw van molen "De Welvaart" in Groessen. Achtereenvolgens waren Jan Berendsen, herbergier Johannes Peters en Albert Bussing (1852-1878) eigenaar. Het molenaarshuis van Bussing brandde in 1871 af, maar de molen bleef hierbij gespaard. Vervolgens waren A. Bisseling (1878-1879) Johan Bisseling (1879-1895) en Herman Bolk (1895-1906) eigenaar. Laatstgenoemde verkocht de molen in 1906 aan R.J. Bisseling (1906-1934). Deze moest onvrijwillig afstand doen van de molen, toen hij rond 1934 failliet ging na ongelukkige speculaties op de graanmarkt. Het gezin met elf kinderen kwam op straat te staan en de molen werd gekocht door Jan Staring (1934-1970) uit Ooy.

## Trivia
- De gietijzeren bovenas van De Welvaart is geplaatst in de korenmolen Geertruida Cornelia te Gorssel.